# Columbia űrrepülőgép
A Columbia (NASA Orbiter jelzése: OV-102) az első amerikai űrrepülőgép, és az első újrafelhasználható űreszköz, amelyet a világűrben kipróbáltak.
Első repülésére 1981. április 12-én (éppen Gagarin űrrepülésének huszadik évfordulóján) került sor, két űrhajóssal a fedélzetén. Nevét a Boston alapú Columbia Rediviva (közismert nevén: a Columbia) naszádról kapta, amelynek kapitánya Robert Gray volt, aki az 1790-es években fedezte fel a Csendes-óceáni Északnyugat régió között elterülő államokat,  az első amerikai hajó amely körülhajózta a világot. Ezzel az űrrepülőgéppel indították 1999 nyarán a Chandra röntgentávcsövet. A Columbia vitte fel először a Spacelab laboratórium modult 1983 novemberében (STS–9), 1996 novembere és decembere között hajtotta végre a Space Shuttle történetének leghosszabb repülését, amely 17 napig és 15 óráig tartott.(STS–80). Valamint a Hubble űrtávcső negyedik javítását végezte el 2002 márciusában (STS–109).
2003. február 1-jén a Földre való visszatérés közben (STS–107), hét űrhajóssal a fedélzetén megsemmisült. (Lásd Columbia-katasztrófa).
A baleset független kivizsgálása után, a NASA úgy döntött, hogy visszavonul az űrrepülőgép flottával. 2010-ben támogatták a Constellation programot és az emberes űrrepülésre tervezett Orion űrhajót, azonban Obama elnök 2010. október 11-én aláírta a NASA törvény engedélyezését, amely hivatalosan is Constellation program végét jelentette.

## Története
A Columbiát 1975-ben kezdték el építeni a Rockwell International (korábban a North American Aviation amely ma a Boeing Észak-Amerikában) vállalatnál. A fő összeszerelő létesítmény Los Angeles külvárosában, Palmdale-ben volt. Az űrrepülőgép 1979. március 25-én érkezett meg a Kennedy Űrközpontba, hogy felkészítsék az első indítására. 1981. március 19-én a Columbia földi tesztjének előkészítése során két munkás halt meg. Első útjának (STS–1) parancsnoka John Young volt, aki korábban részt vett Gemini és az Apollo programban, valamint a kilencedik ember, aki 1972-ben a Holdon járt. A másik űrhajós Robert Crippen, akit eredetileg az Amerikai Légierő Emberes Földkörüli Laboratórium (Manned Orbiting Laboratory (MOL) űrhajó repüléséhez választottak ki.
A Columbia sikeresen elindult 1981. április 12-én az első emberes űrrepülés 20. évfordulójának alkalmából (Vosztok–1). 1981. április 14-én tért vissza, miután 37-szer kerülte meg a Földet, a leszállást a kiszáradt tavak mellett található Edwards légitámaszponton hajtotta végre. A Columbia további három tesztrepülést hajtott végre, amiben az űrrepülőgép teljesítményét vizsgálták. 1982. november 11-én hajtották végre az első küldetést, melyben négytagú legénység volt (STS–5). Ezután csatlakozott a Challenger, amely a következő három űrsiklóküldetést hajtotta végre, míg a Columbiát módosították az első Spacelab-küldetésre. 1983-ban a Columbia parancsnoka, John Young vállalta a második operatív küldetést (STS–9), amelyben a Spacelab tudományos laboratórium és hatfős legénység volt jelen, valamint először repült nem amerikai űrhajós: Ulf Merbold. A repülés után a Columbia a következő három évet a Rockwell Palmdale létesítményben töltötte, ahol módosításokat végeztek rajta. Időközben az űrsiklóflotta is bővült a Discoveryvel és az Atlantisszal.
A Columbia legközelebbi indítására 1986. január 12-én került sor az STS–61–C küldetésen. A küldetés legénységében szerepelt Dr. Franklin Chang Diaz, valamint a képviselőház első ülés tagja, Bill Nelson.
A következő űrsiklómisszióra a Challenger indult 1986. január 28-án, tíz nappal az STS–61–C landolását követően. A Challenger az indítást követő 73. másodpercben megsemmisült. A katasztrófa utóhatása a NASA űrsiklóinak menetrendjét megzavarta, és a Columbia 1989-ig (STS–28) ismét nem repült. Később újraindult az űrrepülőgépflotta.
1999. július 23-án az STS–93 küldetésen Eileen Collins alezredes volt az első női parancsnoka egy amerikai űrhajónak.

## Repülések
A Columbia űrrepülőgép 28 repülést hajtott végre, 300,74 napot töltött az űrben, 4808 befejezett keringéssel összesen 125 204 911 mérföldet (201 497 772 km) repült, beleértve a végső küldetést is.
A Columbia volt az egyetlen űrrepülőgép amely nem vett részt a Shuttle–Mir és Nemzetközi Űrállomás programokban, és soha nem járt a Mir és a Nemzetközi Űrállomáson. Ezzel szemben, a Discovery, Atlantis, Endeavour mindkét űrállomást meglátogatta legalább egyszer, a Columbia nem volt alkalmas a nagy hajlandóságú missziók elvégzésére. A Challenger megsemmisült, mielőtt a Shuttle–Mir program elkezdődött volna, az Enterprise pedig soha nem járt a világűrben.
Repülések: STS–1, STS–2, STS–3, STS–4, STS–5, STS–9, STS–61–C, STS–28, STS–32, STS–35, STS–40, STS–50, STS–52, STS–55, STS–58, STS–62, STS–65, STS–73, STS–75, STS–78, STS–80, STS–83, STS–94, STS–87, STS–90, STS–93, STS–109, STS–107

## Galéria

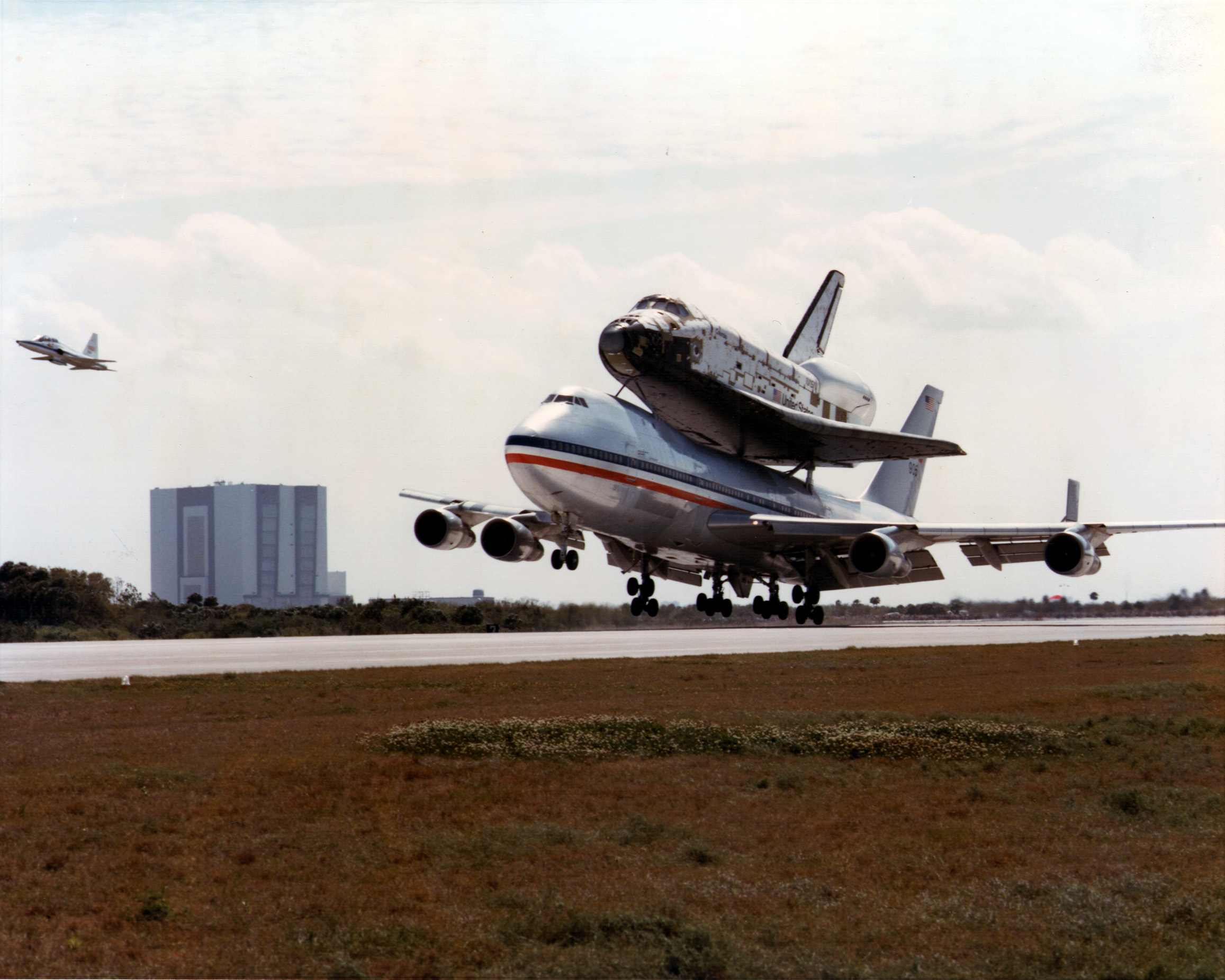
A Boeing 747 SCA érkezése a Kennedy Űrközpontba az első újrafelhasználható űreszközzel, a Columbia űrrepülőgéppel (1979)
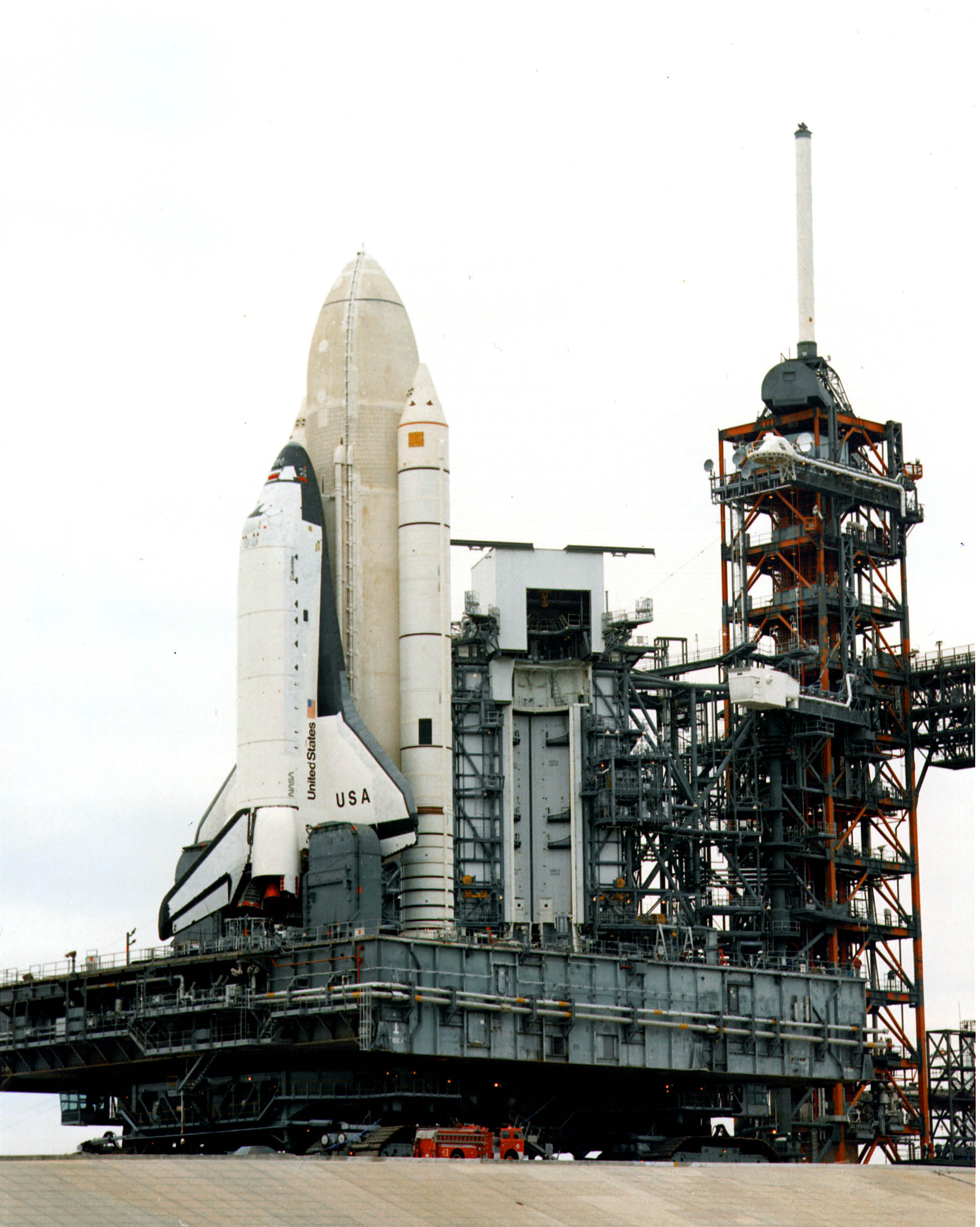
Érkezés a 39A indítóállásra 1980 decemberében
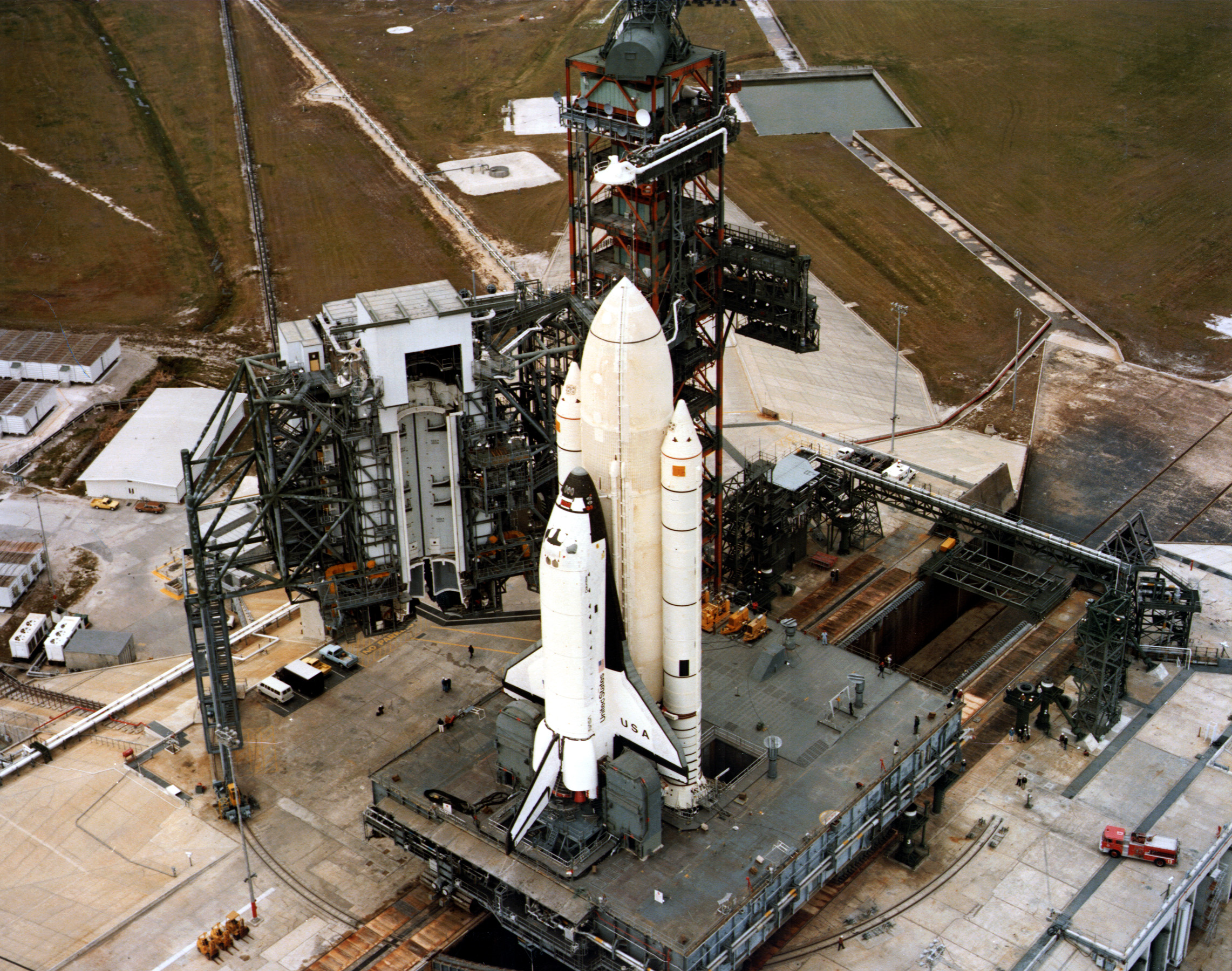
Az indítóálláshoz érkezve
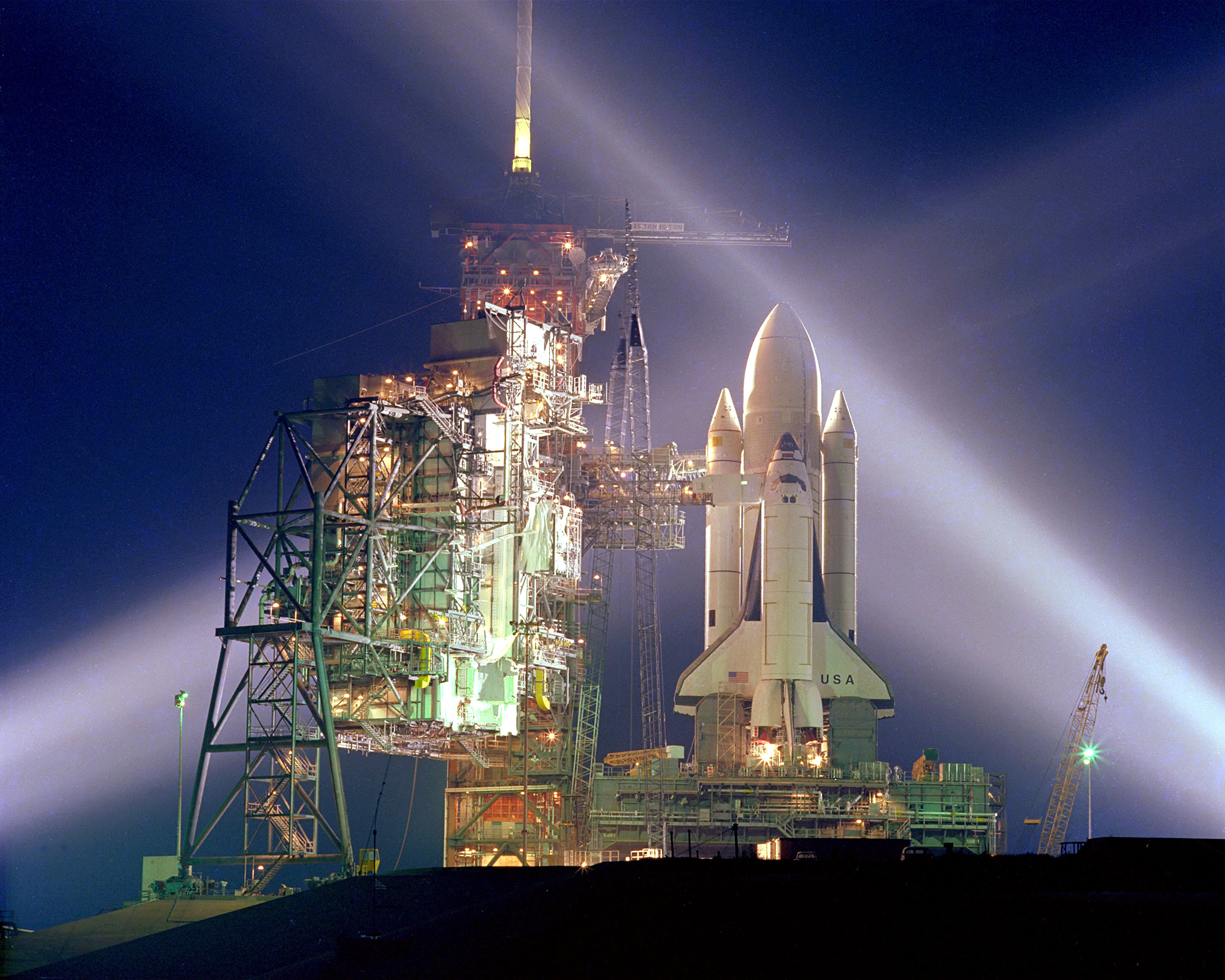
A Columbia űrrepülőgép az első indítás éjszakáján
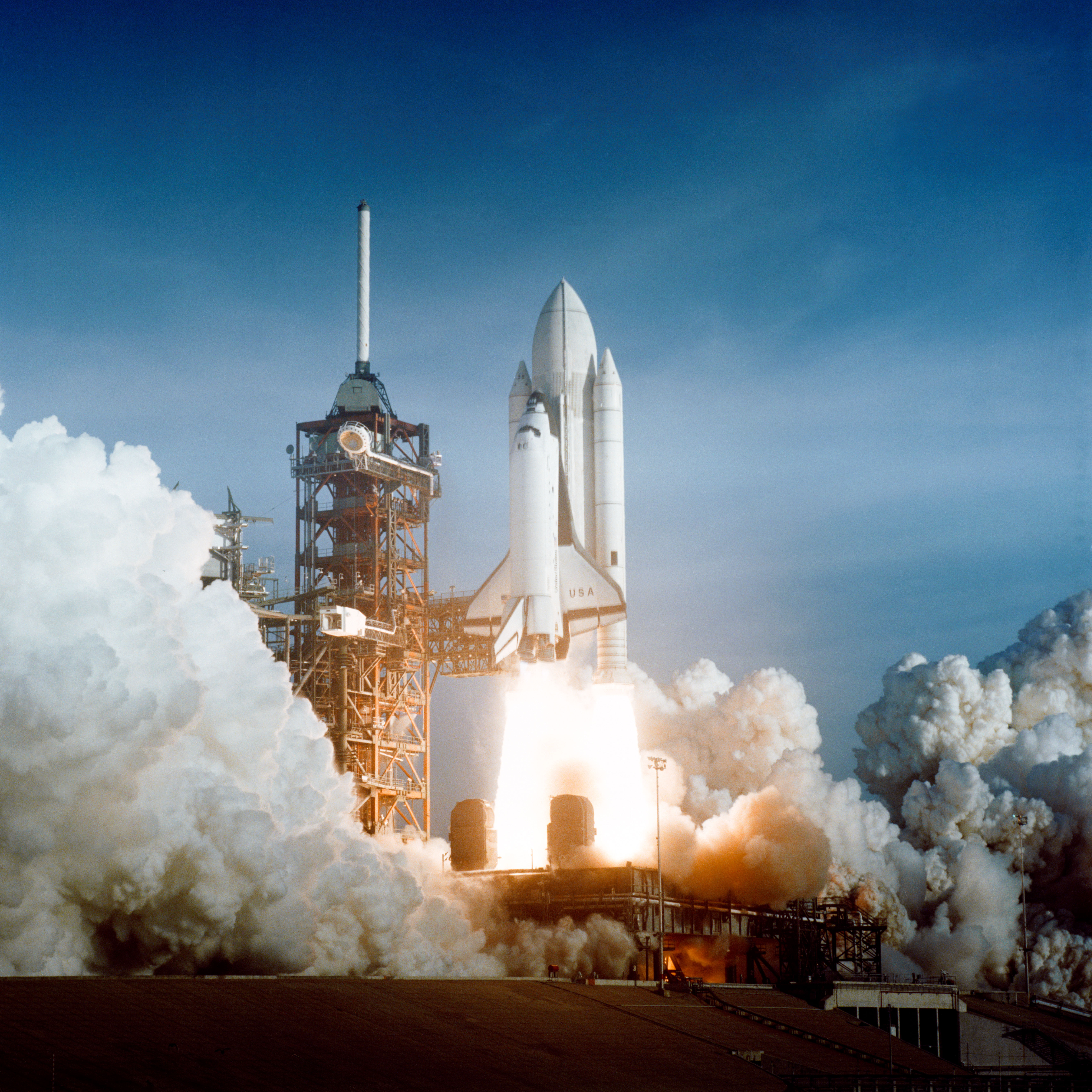
A Columbia űrrepülőgép első indítása 1981-ben (STS–1)
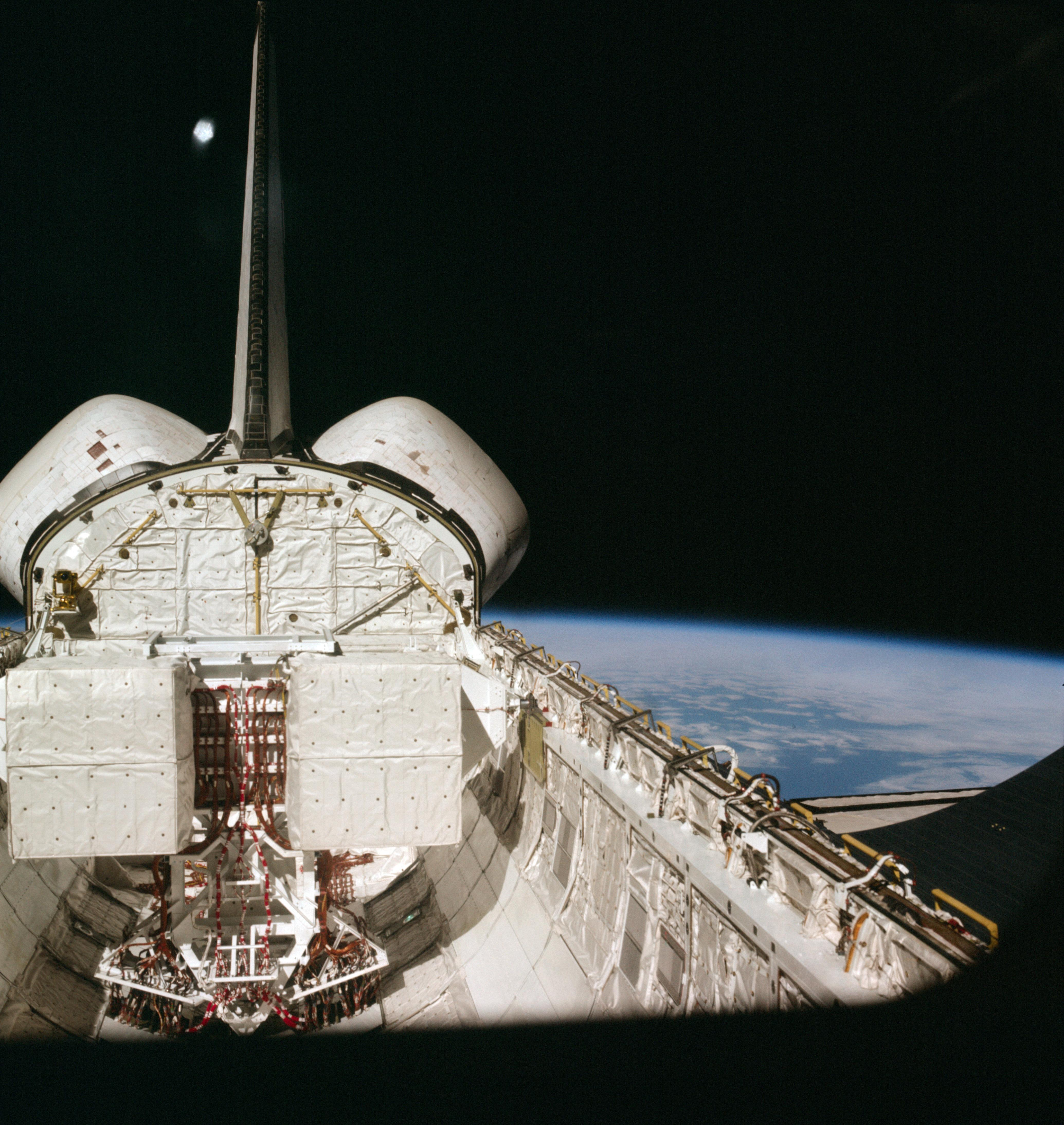
A Columbia első repülése a világűrben
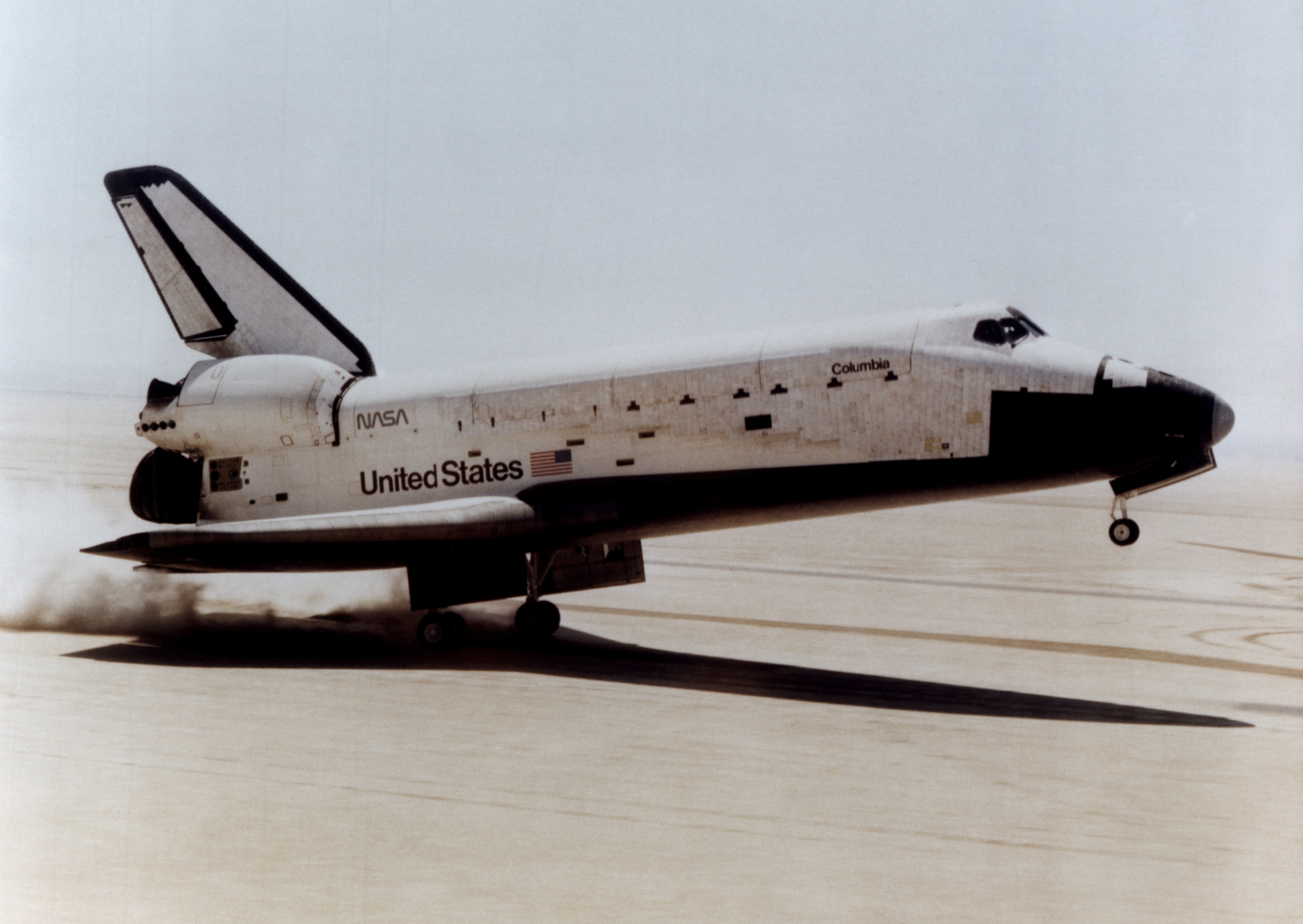
A Columbia űrrepülőgép első landolása az Edwards légitámaszponton.
A Columbia űrrepülőgép harmadik indítása (STS–3)
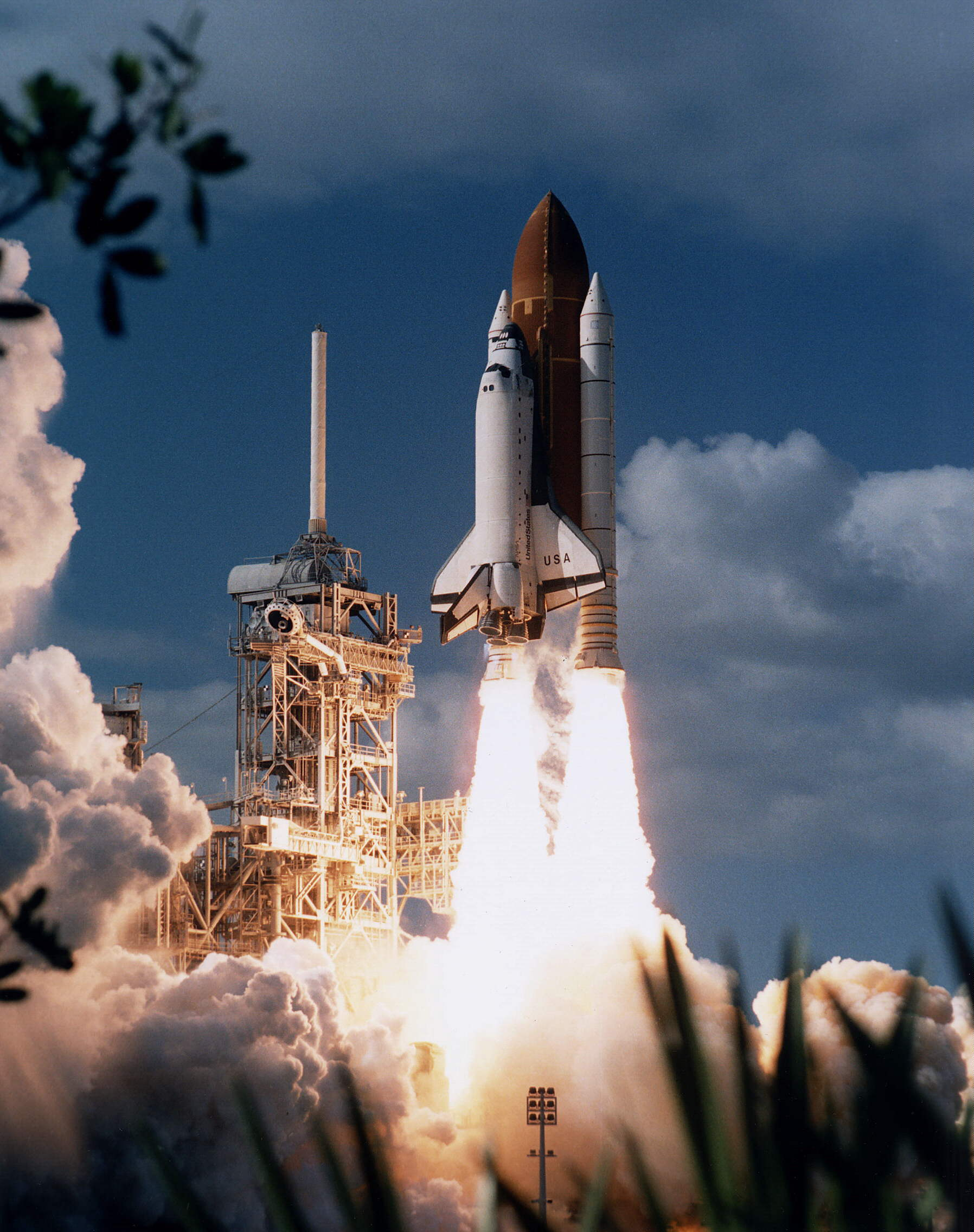
Az STS–80 indítása 1996. november 19-én
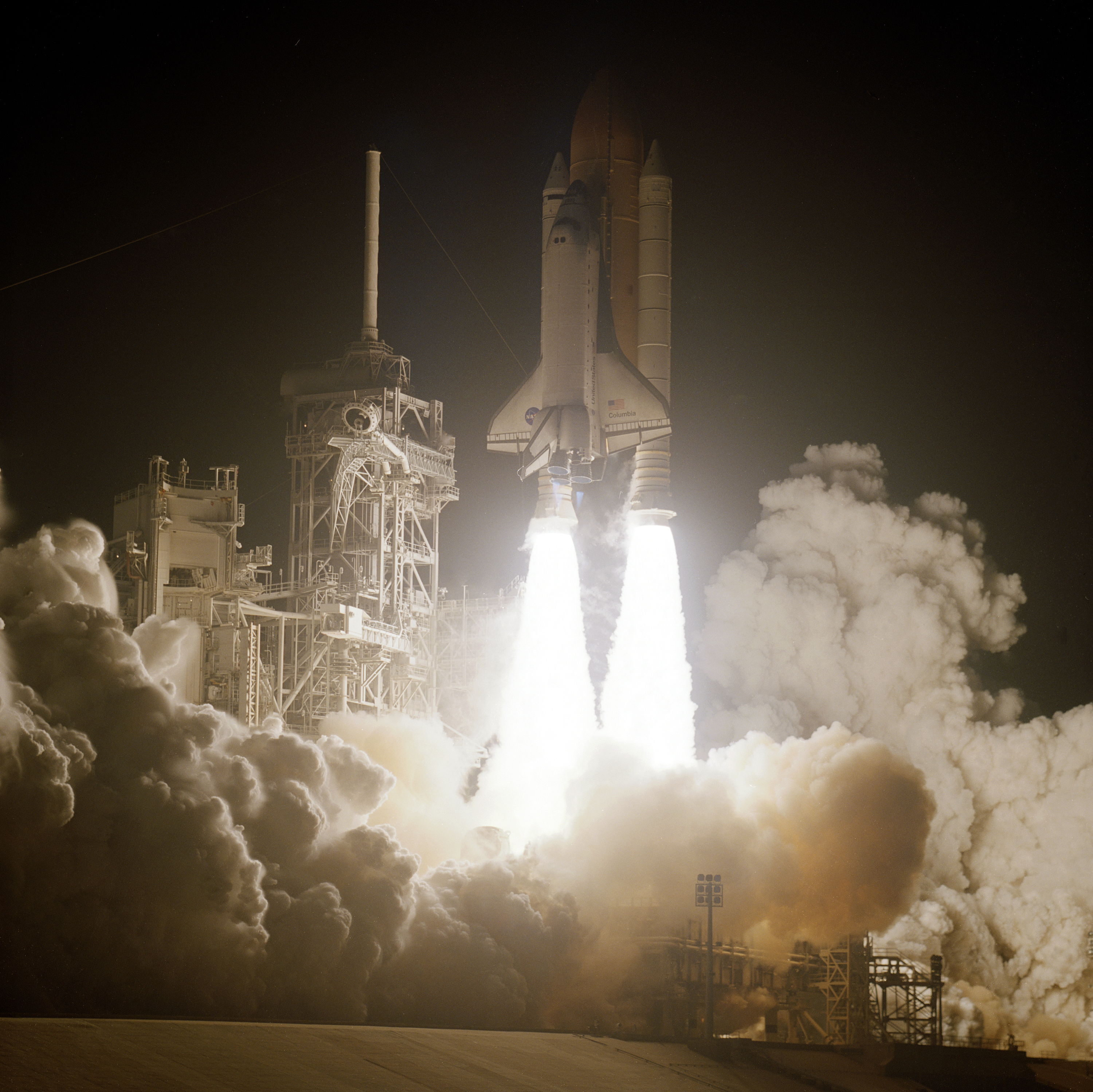
A Columbia utolsó sikeres küldetése (STS–109)
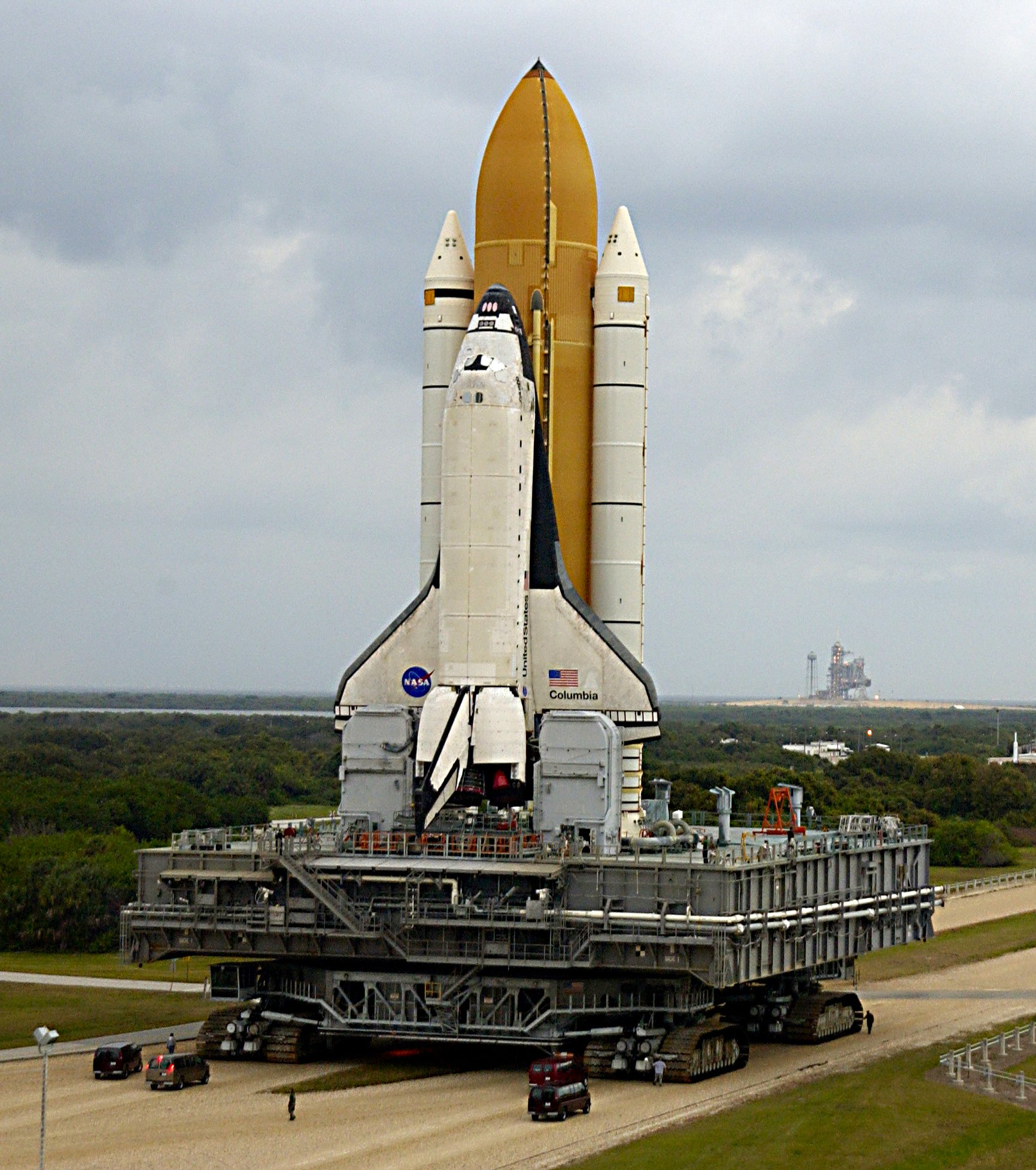
A Columbia űrrepülőgép utolsó szállítása 2002. december 9-én
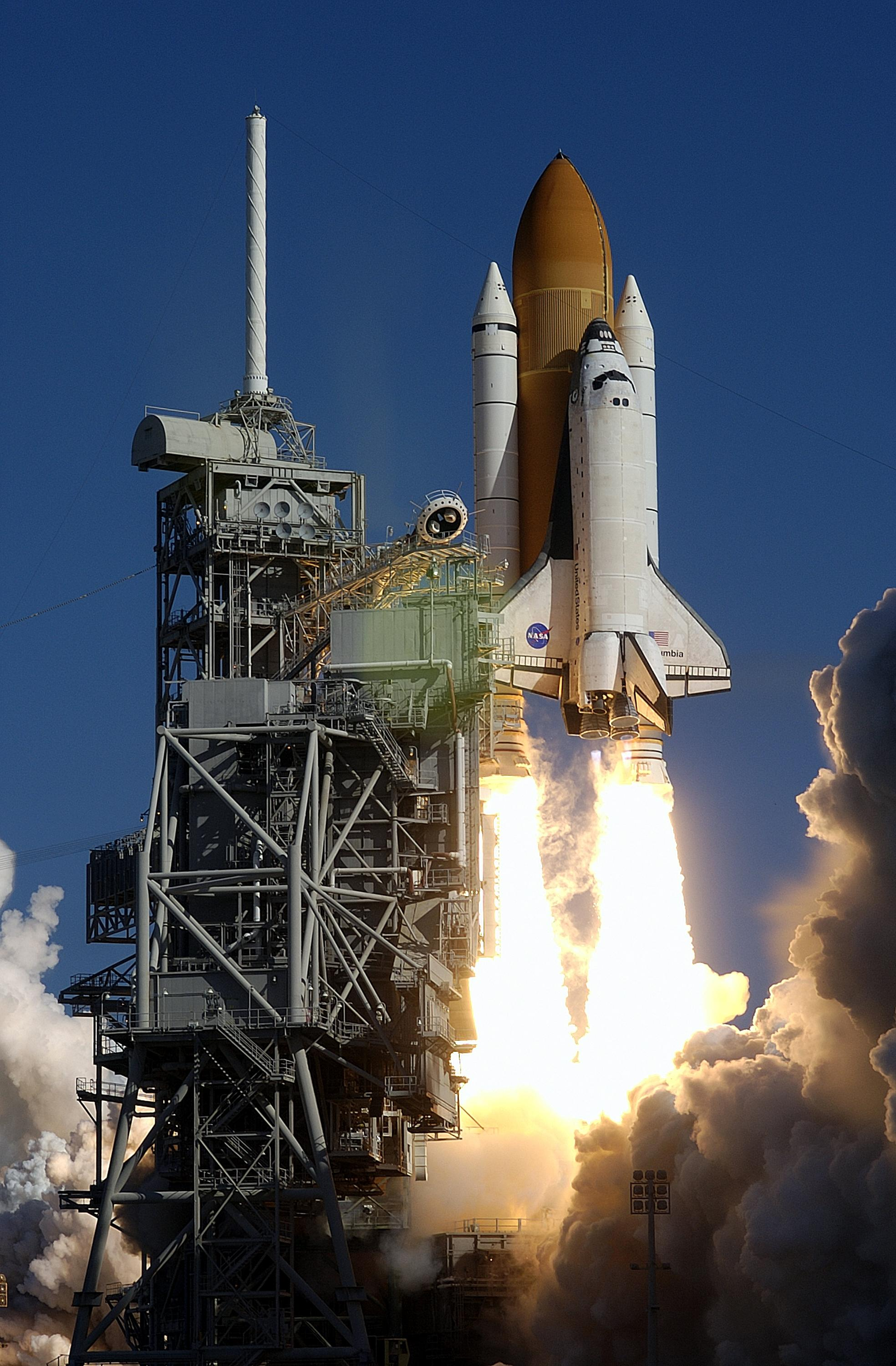
A Columbia űrrepülőgép utolsó indítása 2003. január 16-án
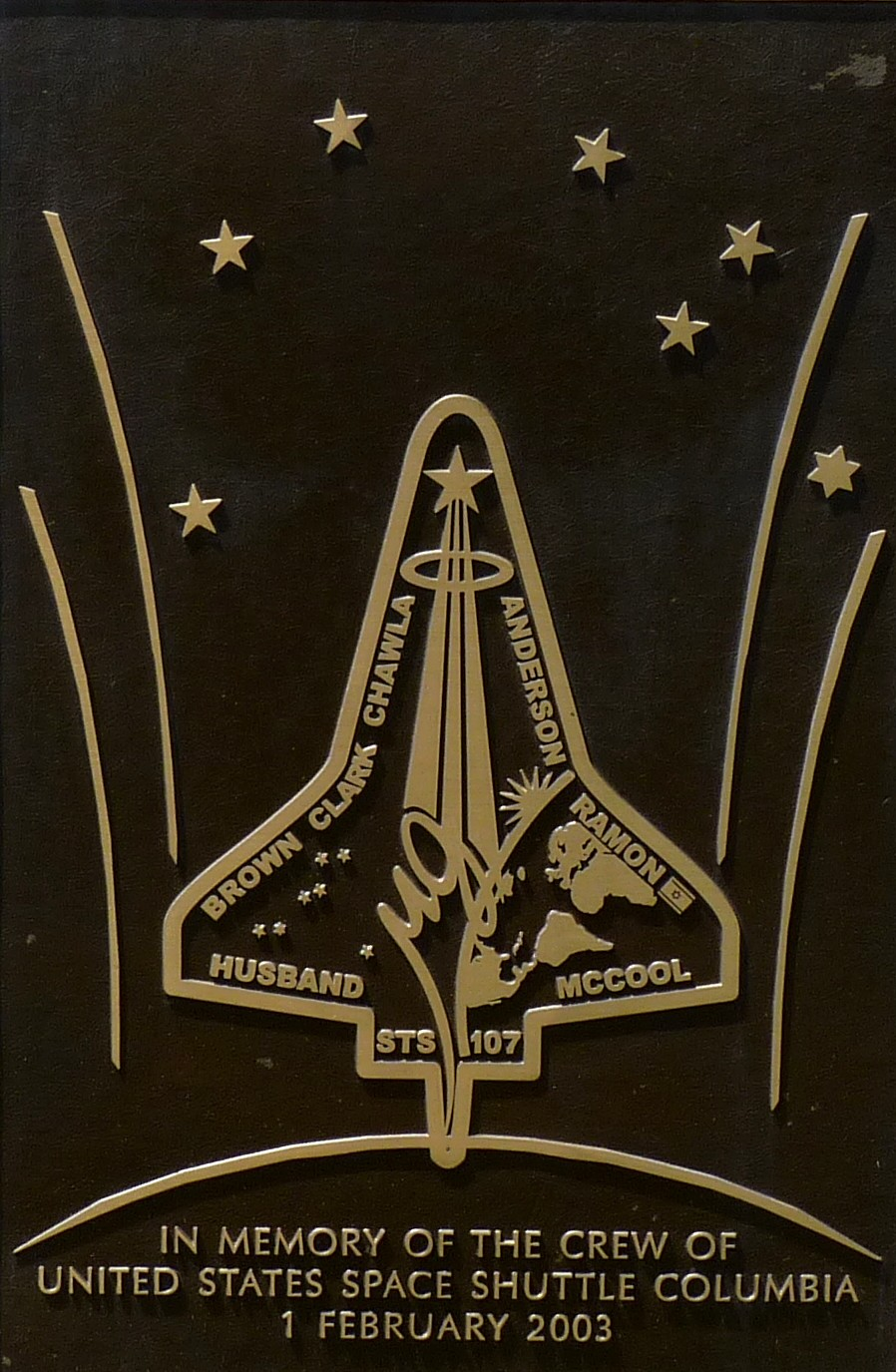
Az utolsó legénység emléktáblája

### Magyar oldalak
- Még éltek az űrhajósok, amikor a kabin leszakadt a Columbiáról (Origo)